# La vita moderna di Rocko
La vita moderna di Rocko (Rocko's Modern Life), noto anche come Rocko, è una serie televisiva animata statunitense del 1993, creata da Joe Murray.
Ambientata nella città immaginaria di O-Town, la serie è incentrata sulle avventure surreali di un wallaby australiano antropomorfo di nome Rocko e dei suoi amici: l'eccentrico bovino Heffer Wolfe, la tartaruga nevrotica Filburt e il fedele cane Spunky.
Caratteristica ricorrente della serie è l'utilizzo di umorismo per adulti, inclusi doppi sensi, allusioni e commenti sociali satirici.
La serie è stata trasmessa per la prima volta negli Stati Uniti su Nickelodeon dal 18 settembre 1993 al 24 novembre 1996, per un totale di 52 episodi (e 100 segmenti) ripartiti su quattro stagioni. In Italia è stata trasmessa su RaiSat 2 dal 16 marzo 1998, per poi essere replicato su Nickelodeon nei primi anni 2000.
Uno speciale intitolato La vita moderna di Rocko: Attrazione statica è stato pubblicato il 9 agosto 2019 su Netflix.

## Trama
La serie si incentra sulla vita quotidiana di Rocko, un wallaby antropomorfo che si è appena trasferito dall'Australia agli Stati Uniti, nell'immaginaria città di O-Town. Tutti gli episodi iniziano con il trattare un problema apparentemente banale e ordinario che viene, nello sviluppo della puntata, alterato e ingigantito con elementi surreali, estremi e ironici.

## Episodi
| Stagione         | Episodi | Prima TV USA | Prima TV Italia |
| ---------------- | ------- | ------------ | --------------- |
| Prima stagione   | 13      | 1993         | 1998            |
| Seconda stagione | 13      | 1994-1995    | 1998            |
| Terza stagione   | 13      | 1995-1996    | 1998            |
| Quarta stagione  | 13      | 1996         | 1998-1999       |
| Speciali         | 1       | 2019         | 2019            |

## Personaggi e doppiatori

### Personaggi principali

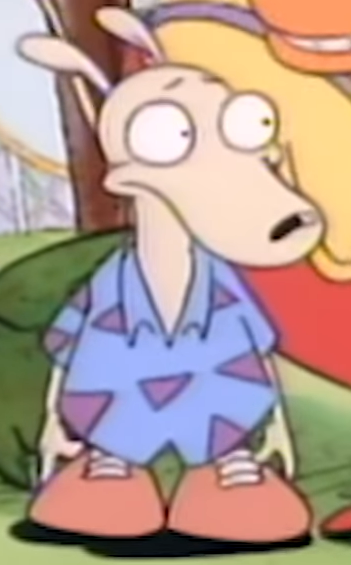
Il protagonista Rocko

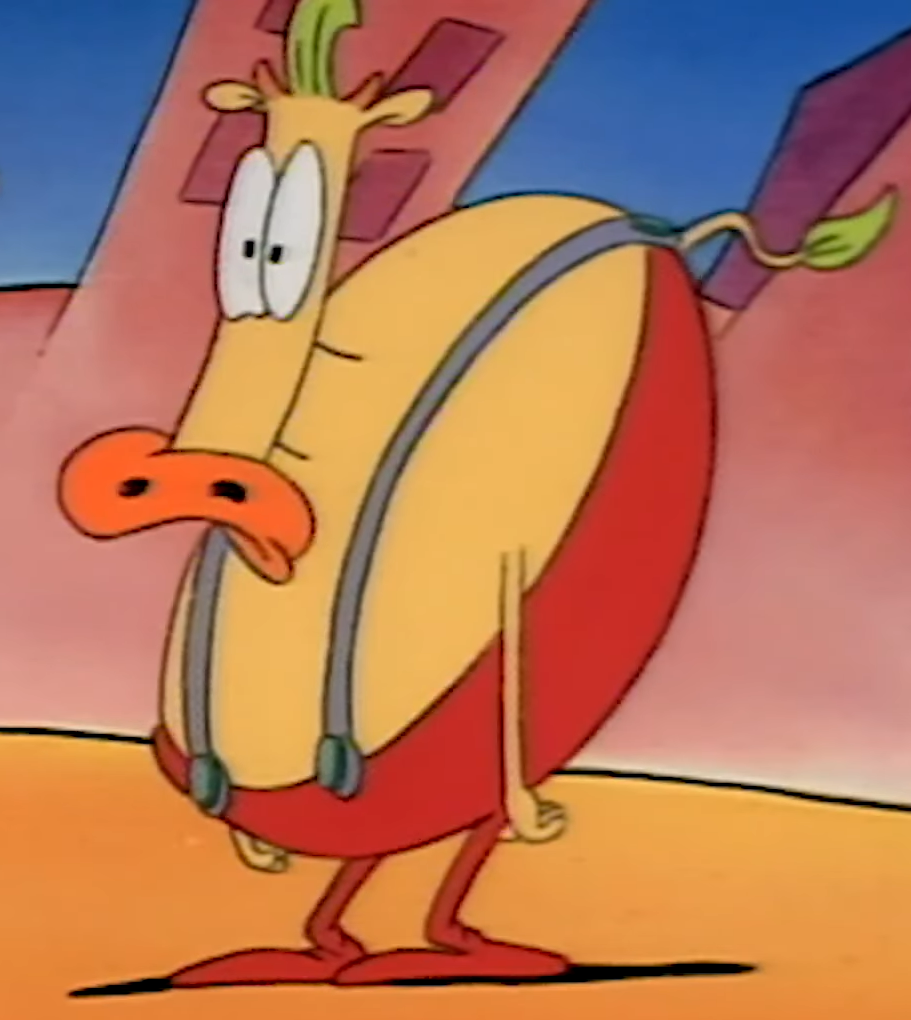
Heffer

- Rocko, voce originale di Carlos Alazraqui. Un wallaby antropomorfo ventenne che si è appena trasferito dall'Australia a O-Town, sperimentando per la prima volta una vita indipendente. Data la sua poca esperienza e semplicità, Rocko può sembrare timido e ingenuo agli occhi degli estranei, anche se nasconde grande coraggio e determinazione quando si tratta di prendersi cura dei suoi amici o del suo animaletto domestico Spunky. È un tipo amichevole e ottimista, beneducato e sembra essere uno dei pochi personaggi della città dotati di senno. Colleziona fumetti, e infatti lavora in una fumetteria dove probabilmente ha conosciuto i suoi migliori amici Heffer e Filburt.
- Spunky, voce originale di Carlos Alazraqui.

Il fedele cagnolino di Rocko, probabilmente un Bull Terrier, feral. Etichettato come un cane demente dopo aver ricevuto un televisore sulla testa, Spunky è poco igienico, mangia la spazzatura, sbava nella sua ciotola per poi bere, rovina il giardino dei vicini e si innamora delle scope. Nel suo corpo vivono due parassiti: Bloaty la pulce e Squirmy il dermatofito, due personaggi minori della serie.
- Heffer Wolfe, voce originale di Tom Kenny. La prima persona con cui Rocko ha stretto amicizia, un grosso bovino ventenne. Adottato e cresciuto da una famiglia di lupi, è l'esatto complementare di Rocko. Infatti, mentre quest'ultimo è riflessivo e spesso viene travolto emotivamente dagli eventi quotidiani, Heffer è un amante dei piaceri della vita e non si lascia buttare giù da nessun problema. Non ha paura di nulla, e non si sa se questo è dovuto al suo coraggio o alla sua stupidità. È un tipo goloso, disordinato e pigro, il che lo rende un orribile compagno d'appartamento, cosa purtroppo sperimentata e appurata da Rocko. Nonostante ciò, Heffer è un amico leale e disponibile che tenta di fare tutto il possibile per i suoi amici, anche se spesso sono proprio i suoi aiuti a creare guai.
- Filburt Shellbach, voce originale di Mr. Lawrence e Tom Kenny (canto). Una tartaruga ventenne dalla voce flebile e affannata, con le vaghe sembianze di Woody Allen. È un nerd nevrotico, ipocondriaco e ossessionato dai problemi di contabilità. Una volta era intelligente e un bel ragazzo, ma si è rovinato completamente per un amore non corrisposto. È molto timido, ma diventa una furia quando entra in contrasto con Heffer.

### Personaggi ricorrenti
- Ed Bighead, voce originale di Charlie Adler, italiana di Ambrogio Colombo.

Marito di Bev, è un rospo nonché vicino di casa di Rocko. È un impiegato alla Conglom-O ed è un tipo piuttosto scorbutico. Non sopporta il proprio vicino e il suo cane ed è spesso in conflitto con la moglie.
- Bev Bighead, voce originale di Charlie Adler.

Moglie di Ed, è un rospo nonché vicino di casa di Rocko. È una casalinga ed è più dolce di Ed, risultando amichevole nei confronti di Rocko e i suoi amici.
- Dott.ssa Paula Hutchison "Hutch" Shellbach, voce originale di Linda Wallem.

### Personaggi secondari
- Ralph Bighead, voce originale di Joe Murray. Il figlio di Ed e Bev che ha lasciato la famiglia da tempo per seguire il suo sogno e diventare disegnatore di cartoni, deludendo i genitori che lo avrebbero voluto un manager.
- Bloaty the Tick e Squirmy the Ringworm, voci originali di Tom Kenny (Bloaty) e Carlos Alazraqui (Squirmy).
- Chuck e Leon Chameleon, voce originale di Tom Kenny (Chuck) e Carlos Alazraqui (Leon).
- Maghi Conglom-O, voci originale di Tom Kenny, Carlos Alazraqui, Mr. Lawrence e Charlie Adler.
- Mr. Dupette, voce originale di Charlie Adler.
- Earl, voce originale di Carlos Alazraqui.
- Gladys la Ragazza Ippopotamo, voce originale di Charlie Adler.
- Melba Toast.
- Ratti dell'immondizia, voci originale di Carlos Alazraqui e Tom Kenny.
- Really Really Big Man, voce originale di Tom Kenny.
- Slippy la Lumaca, voce originale di Dom Irrera e Carlos Alazraqui.
- Ambulanza Castori, voci originali di Tom Kenny.
- William "Buddy" Gecko, voce originale di Tom Kenny e Les Brown Jr. (canto).
- Gretchen la Zia Pazza, voce originale di Linda Wallem.
- Figli di Filburt e Paula.
  - Gilbert, voce originale di Mr. Lawrence.
  - Shelbert, voce originale di Mr. Lawrence.
  - Norbert, voce originale di Tom Kenny.
  - Missy, voce originale di Linda Wallem.
- Flecko, voce originale di Tom Kenny.
- Buff e Dick.
- Frank e Widow Hutchison, voci originali di Carlos Alazraqui (Frank) e Kevin Meaney (Widow).
- The Hopping Hessian, voce originale di Mr. Lawrence e Carlos Alazraqui (Gordon).
- Peaches, voce originale di Tom Kenny.
- Winnifred Wolfe
- Seymour, voce originale di Charlie Adler e Carlos Alazraqui.
- Mr. Smitty, voce originale di Tom Kenny.
- Tammy il maiale, voce originale di Linda Wallem.
- Il Tristo Riciclatore, voce originale di Tom Kenny.
- Tigre, voce originale di Tom Kenny.
- Maiale Selvaggio, voce originale di Charlie Adler.
- Famiglia Wolfe.
  - Cindy Wolfe, voce originale di Linda Wallem.
  - George Wolfe, voce originale di Charlie Adler.
  - Hiram William Wolfe, voce originale di Charlie Adler.
  - Peter Wolfe, voce originale di Mr. Lawrence.
  - Virginia Wolfe, voce originale di Linda Wallem.
  - Nonna Wolfe, voce originale di Tom Kenny.
  - Vero padre di Heffer, voce originale di Mr. Lawrence.